# والتر بالمر
والتر بالمر هو لاعب كرة قدم سويسري، ولد في 28 مارس 1948 في ثون في سويسرا، وتوفي في 27 ديسمبر 2010 في إنترلاكن في سويسرا. شارك مع منتخب سويسرا لكرة القدم. أما مع النوادي، فقد لعب مع نادي بازل ونادي ثون.

## وصلات خارجية
- والتر بالمر على موقع قاعدة بيانات كرة القدم.إي يو (الإنجليزية)
- والتر بالمر على موقع ناشيونال فوتبول تيمز (الإنجليزية)
- والتر بالمر على موقع عالم كرة القدم.نت (الإنجليزية)